# Paul Johner
Paul Johner est un joueur d'échecs et un problémiste suisse, violoniste, né le 10 septembre 1887 à Zurich et mort le 25 octobre 1938 à Berlin. Frère de Hans Johner, il fut six fois champion de Suisse entre 1907 et 1932.

## Palmarès

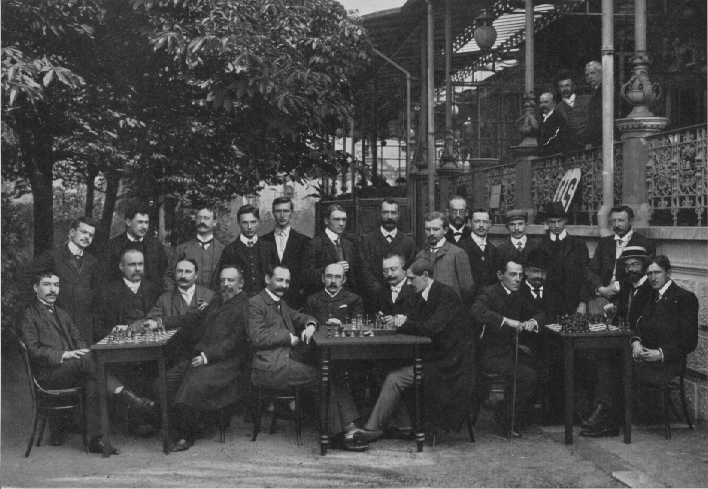
Tournoi d'échecs de Karlsbad de 1907 : (assis) Rubinstein, Marco, Fähndrich, Tschigorin, Schlechter, Hofter, Tietz, Maróczy, Janowski, Dr. Neustadtl, Drobny, Marshall, (debout) Niemzowitsch, Wolf, Mieses, Cohn, Johner, Leonhardt, Salwe, Vidmar, Berger, Spielmann, Dus-Chotimirski, Tartakower,Dr. Olland.

Paul Johner remporta les tournois suivants : 
- Copenhague 1916 (championnat nordique, remporté devant Orla Hermann Krause),
- Berlin 1917 ('ex æquo avec Walter John),
- Göteborg 1920 (tournoi B remporté devant Max Euwe),
- Trieste 1923 (devant Esteban Canal, Frederick Yates et Siegbert Tarrasch),
- Scheveningue 1923 (ex æquo avec Rudolf Spielmann[4]) et
- Berlin 1924 (tournoi à deux tours quadrangulaire remporté devant Akiba Rubinstein, Richard Teichmann et Jacques Mieses[5]).